# Inez Laurell
Inez Laurell, född 1 mars 1877 i Munkedal, Göteborgs och Bohus län, död 4 maj 1936, var en svensk läkare. Hon var dotter till överstelöjtnant Pehr Laurell och Sofie Hemgren samt syster till Signe Laurell. 
Laurell blev medicine kandidat vid Karolinska institutet 1899, medicine licentiat 1904, var amanuens vid epidemisjukhuset i Stockholm 1905, vid Kronprinsessan Lovisas vårdanstalt för sjuka barn 1905–1906, vid Allmänna barnhuset 1906, förste underläkare där 1906–1907, läkare vid Brummerska och Schuldheiska skolorna i Stockholm 1907–1919, vid Sunnerdahls hemskola 1914–1918 och vid Engelbrekts barnkrubba och barnavårdsskola 1908–1918. Hon skrev Kortfattad handledning i praktisk barnavård (tillsammans med Ida Eriksson, 1918, andra upplagan 1922). Hon ligger begravd på Norra begravningsplatsen i Stockholm.